# The Magic Touch
The Magic Touch est un album du compositeur et arrangeur  de jazz Tadd Dameron enregistré et édité en 1962.

## Historique
Les titres qui composent cet album ont été enregistrés le 27 février,  le 9 mars, et le 16 avril 1962  à New York.
Cet album, produit par Orrin Keepnews, a été publié pour la première fois en 1962 par le label Riverside Records  (RPL 9449).
Il est actuellement (2010) disponible en cd sous la référence Original Jazz Classics (OJCCD 143-2).

## Titres de l’album
Toutes les compositions sont de Tadd Dameron. Les paroles de If You Could See Me Now sont de Carl Sigman, celles de You're A Joy de Bernie Hanighem.
| No  | Titre                                  | Durée |
| --- | -------------------------------------- | ----- |
| 1.  | On A Misty Night                       | 2:57  |
| 2.  | On A Misty Night (prise alternative)   | 2:42  |
| 3.  | Fontainebleau                          | 4:09  |
| 4.  | Just Plain Talkin'                     | 4:52  |
| 5.  | Just Plain Talkin' (prise alternative) | 4:32  |
| 6.  | If You Could See Me Now                | 3:15  |
| 7.  | Our Delight                            | 2:48  |
| 8.  | Our Delight (prise alternative)        | 2:37  |
| 9.  | Dial 'B' For Beauty                    | 2:59  |
| 10. | Look, Stop And Listen                  | 4:53  |
| 11. | Bevan's Birthday                       | 3:28  |
| 12. | You're A Joy                           | 3:40  |
| 13. | Swift As The Wind                      | 3:12  |

Note : les prises alternatives étaient absentes de l'album original

## Personnel
27 février (pistes  7, 8, 9, 11)
- Blue Mitchell, Clark Terry, Joe Wilder : trompette
- Jimmy Cleveland, Britt Woodman : Trombone
- Julius Watkins : cor
- Jerry Dodgion, Leo Wright : saxophone alto, flûte traversière
- Johnny Griffin : saxophone ténor
- Jerome Richardson : Saxophone ténor, flûte traversière
- Tate Houston : saxophone baryton
- Bill Evans : piano
- George Duvivier : contrebasse
- Philly Joe Jones : batterie
- Tadd Dameron : arrangements et direction

9 mars (pistes 1, 2, 3, 13)
Idem sauf :
- Charlie Shavers remplace Joe Wilder
- Ron Carter remplace George Duvivier

16 avril (pistes 4, 5, 6, 10, 12)
- Barbara Winfield : voix
- Clark Terry : trompette et bugle
- Jimmy Cleveland : trombone
- Johnny Griffin : saxophone ténor
- Tate Houston : saxophone baryton
- Bill Evans : piano
- Ron Carter : contrebasse
- Philly Joe Jones : batterie
- Tadd Dameron : arrangements et direction